# Aigues-Mortes
Aigues-Mortes (em occitano Aigas Mòrtas) é uma comuna francesa situada no departamento do Gard, na região administrativa da Occitânia. A cidade está fortificada e rodeada de lagoas, canais e salinas.

## Geografia
Pela rede rodoviária, Aigues-Mortes situa-se a 35km de Nîmes (prefeitura do Gard) e 30km de Montpellier (prefeitura de Hérault). Em linha reta, 32,5km de Nîmes e 26km de Montpellier.
O território comunal é constituído por uma parte da planície húmida e dos açudes da Petite Camargue. Este está separado do Golfo de Leão pela comuna de Grau-du-Roi. Aigues-Mortes é, no entanto, ligada ao mar pelo Canal du Rhône à Sète.
Aigues-Mortes, antigo porto mediterrâneo, é um exemplo de deposição, ou seja, do aumento da área terrena e recuo do mar. As magníficas muralhas, datadas no século XII, foram construídas à beira-mar. São Luís embarcou neste porto diversas vezes, inclusive quando partiu para as Sétima e Oitava Cruzadas. Hoje, Aigues-Mortes está a mais de 5km da costa.